# Croquis (sztuka)

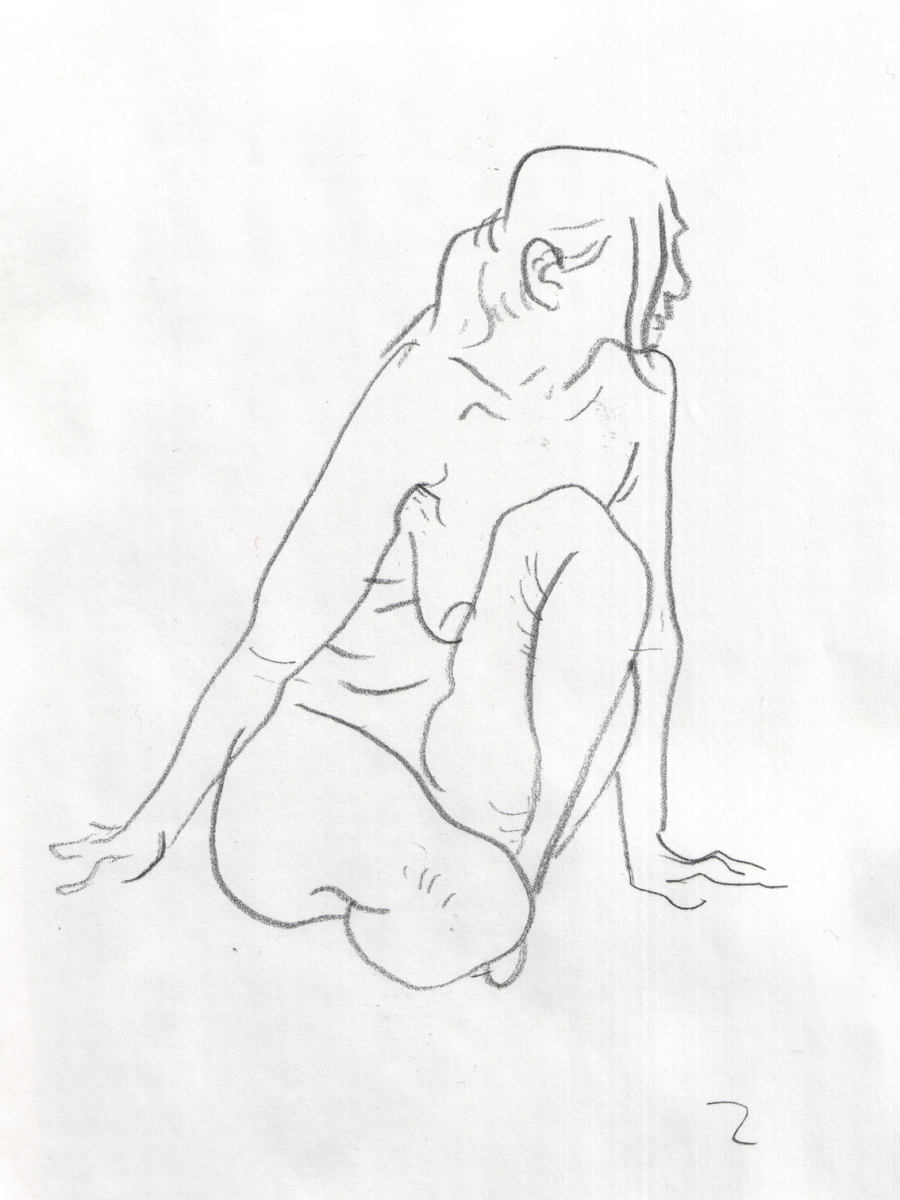
przykład croquis

Croquis (z fr. "szkic") - w plastyce szkic żywego modela, pozbawiony szczegółów, wykonany w bardzo krótkim czasie. Stworzenie takiego rysunku było obowiązkowym zadaniem dla studiujących malarstwo akademickie.